# My Ticket Home
My Ticket Home — американський хеві-метал-гурт, створений у 2008 році в місті Колумбус, штат Огайо. Вони випустили два EP та три повноформатних альбоми. Їхні перші три релізи були прикладом металкору та хардкор-панку, тоді як Strangers Only 2013 року ознаменував відхід до стилю, що поєднує як металкор, так і ню-метал; під назвою ню-металкор , а також ґранж. Гурт називає свою нову музику «блювотним роком».

## Склад

#### Поточний склад
- Нік Джументі — екстрім-вокал (2009–дотепер), чистий вокал, бас (2013–дотепер), соло-гітара (2008–2009)
- Маршал Джументі — барабани (2008–дотепер), бек-вокал (2013–дотепер)
- Метт Галлуччі — соло-гітара (2011–дотепер), бек-вокал (2013–дотепер)
- Дерек Блевінс — ритм-гітара, вокал (2011–дотепер)

Колишні учасники
- Джеремі Флауерс — ведучий вокал (2008–2009)
- Нік Салемі — клавішні, додатковий екстрім-вокал (2008–2009)
- Метт Зайдел — соло-гітара (2009)
- Елі Форд — соло-гітара (2009–2011)
- Шон Маковскі — ритм-гітара (2008–2011), чистий вокал (2009–2011)
- Люк Флетчер — бас (2008–2013), бек-вокал (2011–2013)

Шкала

## Дискографія

### Студійні альбоми
- To Create A Cure (2012) № 45 Billboard Indie, № 12 Billboard Heatseekers [3]
- Strangers Only (2013)
- UnReal (2017)

### ЕР
- Above the Great City (2009)
- The Opportunity To Be (2010)Above the Great City (2009)
- The Opportunity To Be (2010)

### Сингли
- «A New Breed» (2012)
- «Thrush» (2017)
- «Hyperreal» (2017)
- «We All Use» (2017)
- «Flypaper» (2017)
- "We're in This Together" (кавер Nine Inch Nails ) (2018)
- «Through The Needle’s Eye» (2018)

### Музичні кліпи
- «A New Breed» (2012)
- «Hot Soap» (2014)
- «Spit Not Chewed» (2014)
- «Ayahuasca» (2015)
- «Hyperreal» (2017)
- «Flypaper» (2018)
- «Time Kills Everything» (2018)

## Зовнішні посилання
- My Ticket Home у соцмережі «Facebook»
- My Ticket Home Відео на YouTube
- My Ticket Home на сайті AllMusic (англ.)